# (22322) Bodensee
(22322) Bodensee est un astéroïde de la ceinture principale.

## Description
(22322) Bodensee est un astéroïde de la ceinture principale. Il fut découvert le 13 septembre 1991 à Tautenburg par Freimut Börngen et Lutz Dieter Schmadel. Il présente une orbite caractérisée par un demi-grand axe de 2,49 UA, une excentricité de 0,07 et une inclinaison de 3,8° par rapport à l'écliptique.

## Compléments